# Tòrax d'Esparta
Tòrax d'Esparta (en llatí Thorax, en grec antic Θώραξ) fou un militar espartà.
Diodor de Sicília diu que actuava sota les ordres de Cal·licràtides durant les seves operacions a Lesbos l'any 405 aC i que el va comissionar, després de la conquesta de Metimna, per conduir una força a Mitilene.
A l'any següent dirigia un exèrcit de terra que va cooperar amb la flota de Lisandre en l'assalt a Làmpsac. Lisandre el va nomenar harmost a Samos quan anava en direcció a Atenes després de la batalla d'Egospòtam.
Segons Plutarc, el sàtrapa Farnabazos II va enviar una queixa a Esparta pels saquejos fets pels espartans de Lisandre al seu territori, i els èfors van condemnar a mort a Tòrax, com a cooperador i perquè se li van trobar diners que no li pertocaven. Va ser executat però la data és incerta.